# 峨眉轮环藤
峨眉轮环藤（学名：Cyclea racemosa f. emeiensis）为防己科轮环藤属轮环藤下的一个变型。

## 扩展阅读
- 維基物種上的相關：峨眉轮环藤